# Vàixkivtsi
Vàixkivtsi (en ucraïnès Вашківці) és una ciutat de la província de Txernivtsí, Ucraïna. El 2021 tenia 5.312 habitants.